# Suraż (ville)
Pour les articles homonymes, voir Suraż.
Suraż est une ville polonaise de la voïvodie de Podlachie et du powiat de Białystok. Elle est le siège de la gmina de Suraż; elle s'étend sur 33,86 km² et comptait 993 habitants en 2008.